# USS LST-26

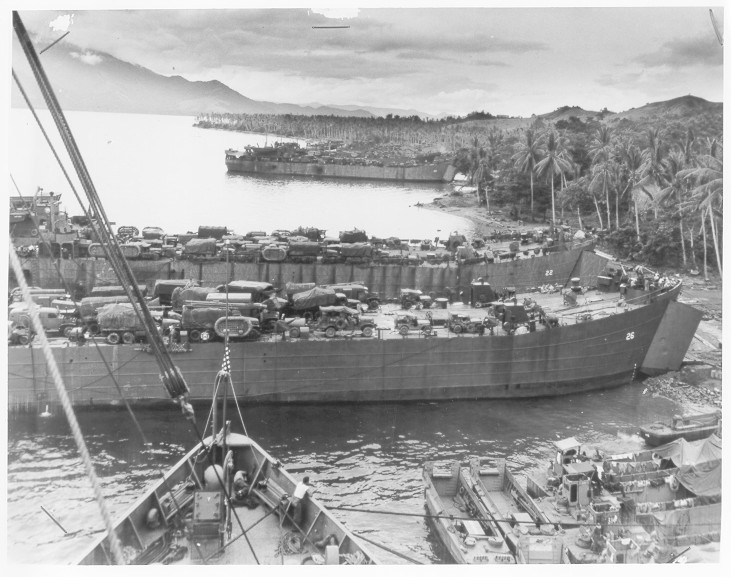
Foto em petro e branco do Navio de guerra USS LST-26.

O USS LST-26 foi um navio de guerra norte-americano da classe LST que operou durante a Segunda Guerra Mundial.